# 胡琪斌

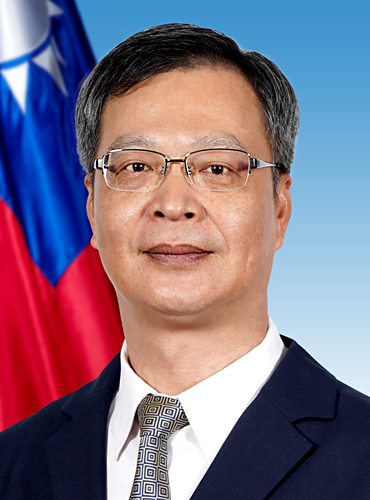
外交部刊登肖像照

胡琪斌，中華民國外交官、政府官員，妻子李亭玉。

## 學歷
- 國立政治大學外交學系畢業（1986年－1990年）
- 國立政治大學外交研究所肄業（1990年－1992年）
- 牛津大学外交官訓練計劃結業（1994年－1995年）

## 經歷
- 外交部國際組織司薦任科員（1993年－1997年）
- 駐洛杉磯臺北經濟文化辦事處三等秘書（1997年－2000年）
- 駐汶萊臺北經濟文化辦事處二等秘書（2000年－2002年）
- 外交部亞東太平洋司科長（2003年－2005年）
- 外交部部長室專門委員（2005年－2006年）
- 駐邁阿密臺北經濟文化辦事處副處長（2006年－2011年）
- 外交部國會事務辦公室副執行長（2012年－2014年）
- 駐關島臺北經濟文化辦事處總領事銜處長（2014年7月[3]－2016年9月）[註 1]
- 中華民國（臺灣）駐巴布亞紐幾內亞商務代表團／駐巴布亞紐幾內亞臺北經濟文化辦事處公使銜代表（2016年9月[6]－2020年7月）[註 2]
- 外交部公使回部辦事兼東部辦事處處長（2020年7月－2025年6月）
- 駐科威特王國臺北商務代表處大使銜代表（2025年6月－）[8]

## 職業生涯
2014年7月，駐關島辦事處長胡琪斌應邀出席關島光復（Liberation Day）70週年紀念日遊行活動。

## 榮譽
胡琪斌曾獲得外交部80年（1991年）獎學金，以及行政院、外交部94年（2005年）模範公務人員。
| 中華民國政府職務 | 中華民國政府職務                                  | 中華民國政府職務                     |
| ---------------- | ------------------------------------------------- | ------------------------------------ |
| 前任： 譚國定    | 中華民國駐科威特代表 2025年6月－                  | 繼任： '                             |
| 前任： 粘信士    | 中華民國外交部東部辦事處處長 2020年7月－2025年6月 | 繼任： 陳俊郎                        |
| 前任： 邱太欽    | 中華民國駐巴布亞紐幾內亞代表 2016年9月－2020年7月 | 繼任： 廖文哲                        |
| 前任： 王保新    | 中華民國駐關島處長 2014年7月－2016年9月           | 繼任： 劉漢明（代理） 陳盈連（正任） |